# Mistrzostwa Świata w Biathlonie 2019 – pojedyncza sztafeta mieszana
Pojedyncza sztafeta mieszana na Mistrzostwach Świata w Biathlonie 2019 odbyła się 14 marca w Östersund. Była to ósma konkurencja podczas tych mistrzostw. Wystartowało w niej 29 reprezentacji, z których 6 nie ukończyło zawodów. Był to debiut tej konkurencji w programie mistrzostw świata. Pierwszymi mistrzami świata zostali Norwegowie, srebro zdobyli Włosi, a trzecie miejsce zajęli Szwedzi.
Polacy zajęli dziewiąte miejsce.

## Wyniki
| Miejsce | Nr | Reprezentacja                                                                                          | Czas                                  | Kary (L+S)                              | Strata  |
| ------- | -- | --- | ------------------------------------- | --------------------------------------- | ------- |
| 01 !    | 2  | Norwegia · Marte Olsbu Røiseland · Johannes Thingnes Bø · Marte Olsbu Røiseland · Johannes Thingnes Bø | 35:43,2 9:02,6 7:45,6 8:36,9 10:18,1  | 0+2 0+4 0+1 0+1 0+0 0+3 0+1 0+0 0+0 0+0 | -       |
| 02 !    | 4  | Włochy · Dorothea Wierer · Lukas Hofer · Dorothea Wierer · Lukas Hofer                                 | 35:56,6 8:49,8 7:51,3 8:44,4 10:31,1  | 0+1 0+4 0+1 0+0 0+0 0+2 0+0 0+1         | +13,4   |
| 03 !    | 7  | Szwecja · Hanna Öberg · Sebastian Samuelsson · Hanna Öberg · Sebastian Samuelsson                      | 36:03,2 8:56,5 7:55,0 8:36,1 10:35,6  | 0+5 0+3 0+2 0+0 0+1 0+2 0+1 0+0 0+1 0+1 | +20,0   |
| 4       | 6  | Niemcy · Denise Herrmann · Erik Lesser · Denise Herrmann · Erik Lesser                                 | 36:13,7 9:10,6 7:26,6 9:02,4 10:34,1  | 0+2 0+4 0+1 0+2 0+0 0+0 0+1 0+2 0+0 0+0 | +30,5   |
| 5       | 5  | Ukraina · Anastasija Merkuszyna · Dmytro Pidruczny · Anastasija Merkuszyna · Dmytro Pidruczny          | 36:24,7 8:50,6 7:37,1 9:24,4 10:32,6  | 0+2 0+3 0+0 0+0 0+2 0+3 0+0 0+0         | +41,5   |
| 6       | 9  | Rosja · Jewgienija Pawłowa · Matwiej Jelisiejew · Jewgienija Pawłowa · Matwiej Jelisiejew              | 36:35,9 8:57,4 7:51,8 9:09,6 10:37,1  | 0+1 0+4 0+0 0+1 0+0 0+3 0+1 0+0 0+0 0+0 | +52,7   |
| 7       | 3  | Francja · Julia Simon · Antonin Guigonnat · Julia Simon · Antonin Guigonnat                            | 36:49,7 8:50,0 7:43,3 9:13,2 11:03,2  | 0+6 0+4 0+1 0+0 0+3 0+2 0+1 0+2         | +1:06,5 |
| 8       | 1  | Austria · Lisa Hauser · Simon Eder · Lisa Hauser · Simon Eder                                          | 36:51,4 8:52,0 7:44,8 9:06,5 11:08,1  | 0+1 0+4 0+0 0+0 0+1 0+0 0+0 0+2         | +1:08,2 |
| 9       | 13 | Czechy · Eva Puskarčíková · Ondřej Moravec · Eva Puskarčíková · Ondřej Moravec                         | 37:17,3 9:15,2 7:49,5 9:34,4 10:38,2  | 0+0 0+4 0+0 0+1 0+0 0+0 0+0 0+3 0+0 0+0 | +1:34,1 |
| 10      | 22 | Łotwa · Baiba Bendika · Andrejs Rastorgujevs · Baiba Bendika · Andrejs Rastorgujevs                    | 37:17,5 9:43,2 7:46,4 9:10,8 10:37,1  | 0+3 0+3 0+2 0+2 0+1 0+1 0+0 0+3 0+0 0+0 | +1:34,3 |
| 11      | 12 | Estonia · Tuuli Tomingas · Rene Zahkna · Tuuli Tomingas · Rene Zahkna                                  | 37:22,0 9:08,7 7:56,4 9:22,6 10:54,3  | 0+4 0+3 0+0 0+1 0+1 0+1 0+2 0+0 0+1 0+1 | +1:38,8 |
| 12      | 23 | Finlandia · Kaisa Mäkäräinen · Tero Seppälä · Kaisa Mäkäräinen · Tero Seppälä                          | 37:22,2 9:40,6 8:02,3 8:55,3 10:44,0  | 0+1 1+5 0+0 1+3 0+1 0+1 0+0 0+1 0+0 0+0 | +1:39,0 |
| 13      | 18 | Stany Zjednoczone · Susan Dunklee · Sean Doherty · Susan Dunklee · Sean Doherty                        | 37:31,1 9:02,0 8:37,1 9:02,2 10:49,8  | 1+3 0+4 0+0 0+0 1+3 0+2 0+0 0+2 0+0 0+0 | +1:47,9 |
| 14      | 16 | Szwajcaria · Aita Gasparin · Serafin Wiestner · Aita Gasparin · Serafin Wiestner                       | 38:00,9 9:23,7 8:13,8 9:33,9 10:49,5  | 1+4 0+2 0+0 0+0 1+3 0+0 0+0 0+2 0+1 0+0 | +2:17,7 |
| 15      | 8  | Kanada · Emma Lunder · Scott Gow · Emma Lunder · Scott Gow                                             | 38:08,0 9:24,9 7:54,8 9:11,1 11:37,2  | 0+5 0+5 0+2 0+0 0+0 0+1 0+3 0+3         | +2:24,8 |
| 16      | 15 | Białoruś · Hanna Soła · Uładzimir Czapielin · Hanna Soła · Uładzimir Czapielin                         | 38:36,0 9:34,8 7:52,9 9:37,0 11:31,3  | 0+6 0+3 0+3 0+0 0+0 0+0 0+3 0+1 0+0 0+2 | +2:52,8 |
| 17      | 10 | Japonia · Fuyuko Tachizaki · Mikito Tachizaki · Fuyuko Tachizaki · Mikito Tachizaki                    | 38:50,2 9:24,3 8:54,0 9:06,7 11:25,2  | 0+3 2+3 0+2 0+0 0+1 2+3 0+0 0+0         | +3:07,0 |
| 18      | 19 | Kazachstan · Galina Wiszniewska · Roman Jeremin · Galina Wiszniewska · Roman Jeremin                   | 38:55,5 9:26,1 8:16,7 9:40,8 11:31,9  | 0+9 0+4 0+1 0+0 0+2 0+2 0+3 0+1         | +3:12,3 |
| 19      | 17 | Bułgaria · Danieła Kadewa · Anton Sinapow · Danieła Kadewa · Anton Sinapow                             | 39:10,2 9:30,6 8:01,1 9:50,5 11:48,0  | 0+1 2+8 0+0 0+1 0+0 1+3 0+1 1+3         | +3:27,0 |
| 20      | 26 | Korea Południowa · Anna Frolina · Timofiej Łapszyn · Anna Frolina · Timofiej Łapszyn                   | 39:10,9 10:14,3 7:55,6 9:22,9 11:38,1 | 1+7 1+5 1+3 0+1 0+1 0+1 0+1 0+0 0+2 1+3 | +3:27,7 |
| 21      | 24 | Mołdawia · Alla Ghilenko · Mihail Usov · Alla Ghilenko · Mihail Usov                                   | 39:45,9 9:50,5 8:02,5 9:56,1 11:56,8  | 0+3 1+8 0+1 0+2 0+0 0+2 0+1 0+1 0+1 1+3 | +4:02,7 |
| 22      | 21 | Chiny · Tang Jialin · Wang Wenqiang · Tang Jialin · Wang Wenqiang                                      | 40:40,4 9:21,3 8:15,9 10:34,8 12:28,4 | 0+4 1+6 0+1 0+0 0+1 0+2 0+2 1+3 0+0 0+1 | +4:57,2 |
| 23      | 11 | Polska · Kinga Zbylut · Andrzej Nędza-Kubiniec · Kinga Zbylut · Andrzej Nędza-Kubiniec                 | 41:09,4 11:34,2 8:16,6 9:29,4 11:49,2 | 0+5 2+7 0+0 2+3 0+2 0+2 0+1 0+1 0+2 0+1 | +5:26,2 |
| 24      | 27 | Słowacja · Terézia Poliaková · Tomáš Hasilla · Terézia Poliaková · Tomáš Hasilla                       | LAP 10:06,1 18:31,6                   | 0+4 1+9 0+1 0+3 0+2 1+3                 | -       |
| 25      | 20 | Litwa · Natalija Kočergina · Karol Dombrovski · Natalija Kočergina · Karol Dombrovski                  | LAP 10:09,5 8:26,2                    | 0+6 1+7 0+1 1+3 0+2 0+3 0+3 0+1         | -       |
| 26      | 14 | Słowenia · Polona Klemenčič · Mitja Drinovec · Polona Klemenčič · Mitja Drinovec                       | LAP 10:54,5 8:03,5                    | 3+8 1+5 3+3 0+2 0+3 0+0 0+2 1+3         | -       |
| 27      | 25 | Rumunia · Enikő Márton · Raul Antonio Flore · Enikő Márton · Raul Antonio Flore                        | LAP 10:48,5 8:28,0                    | 0+0 2+6 0+0 2+3 0+0 0+3 0+0             | -       |
| 28      | 28 | Belgia · Rieke De Maeyer · Tom Lahaye-Goffart · Rieke De Maeyer · Tom Lahaye-Goffart                   | LAP 10:58,0 8:47,9                    | 0+1 1+5 0+0 0+2 0+0 1+3 0+1             | -       |
| 29 !    | 29 | Grecja · Maria Tsakiri · Apostolos Angelis · Maria Tsakiri · Apostolos Angelis                         | DNS                                   | DNS                                     | DNS     |